# Hucbald
Hucbald de Saint-Amand, Hucbaldus Elnonensis, nascut al voltant del 840 - el 20 de juny del 930) va morir a l'abadia de Saint-Amand, a Saint-Amand-les-Eaux (nord), un monjo benedictí, conegut com a teòric de la música, poeta i hagiògraf.

## Biografia
Originari de Flandes o d'un país veí, Hucbald porta un nom germànic que sembla vincular-lo a una família de l'aristocràcia franca; Yves Chartier proposa veure-hi un membre de la família d'Eberard de Friül, gendre de l'emperador Lluís el Pietós.
Fou deixeble d'Èric i company d'estudis de Remigi d'Auxerre a l'escola monàstica d'Auxerre. Des del 883 cap al 892-893, va ensenyar a l'abadia de Saint-Bertin, a Saint-Omer, a petició de l'abat Raoul, fill d'Eberard de Friül. Cap a l'any 893 fou cridat a Reims, al mateix temps que Remi, per l'arquebisbe Fulc el Venerable, que havia restaurat l'escola catedralícia i hi volia atreure els millors mestres del seu temps. Cap a l'any 900, va succeir al seu mestre Milon (de vegades presentat com el seu oncle) com a mestre d'escola a l'abadia de Saint-Amand.
Coneixia la cort de Carles el Calb.
La data de la seva mort, diumenge 20 de juny de 930, està testimoniada pels annals de Saint-Amand i els de Lobbes.
No s'ha conservat cap polifonia d'Hucbald, malgrat que se'l reconeixia com a excel·lent músic, tal com queda provat al seu trop Gloria Quem vere pia laus, i als seus tres oficis per a Sant Andreu, Sant Teodoric i Sant Pere. Cal recordar que als compositors de l'alta edat mitjana no els estava permès d'escriure contrapunt per al cant pla de la missa.

## Obres
- Sobre la formació harmònica. Edicions Modernes: M. Gerbert, Escriptors eclesiàstics sobre música sacra Blasien, 1784, vol. jo, pàg. 103-125;[3] J. P. Migne, La patrologie completa del curs, sèrie llatina, París, Garnier, 1844-1904, vol. 132, pàg. 905–929.[4]

## Poemes
- Ecloga de calvis

## Vides de sants
- Passió SS. Quirici i Julittae Martyrum (martiri de Cir de Tars i la seva mare Julitta).
- Vita Sanctae Aldegundis Virginis (Vida de Santa Aldegonda de Maubeuge).
- Vita Sancti Lebwini Presbyteri et Confessoris (vida de sant Lebwin o Leboin, evangelitzador dels saxons, més enllà de l'IJssel).
- Vita Sancti Rictrudis Batissae Marcianensis (Vida de Santa Rictrude de Marchiennes).
- Vida de Sant Joan, primer abat de Marchiennes.